# Theresiapoort
De Theresiapoort (Tsjechisch: Terezská brána, Duits: Theresientor) is een barokke stadspoort in de Moravische stad Olomouc in Tsjechië. De poort diende als westelijke toegangspoort tot de Vesting Olomouc. De Theresiapoort is gelegen op het Palachovo náměstí (Palachplein). Sinds 1958 is de Theresiapoort als onderdeel van een verzameling van stedelijke vestingwerken als cultureel monument (kulturní památka) beschermd.

## Geschiedenis

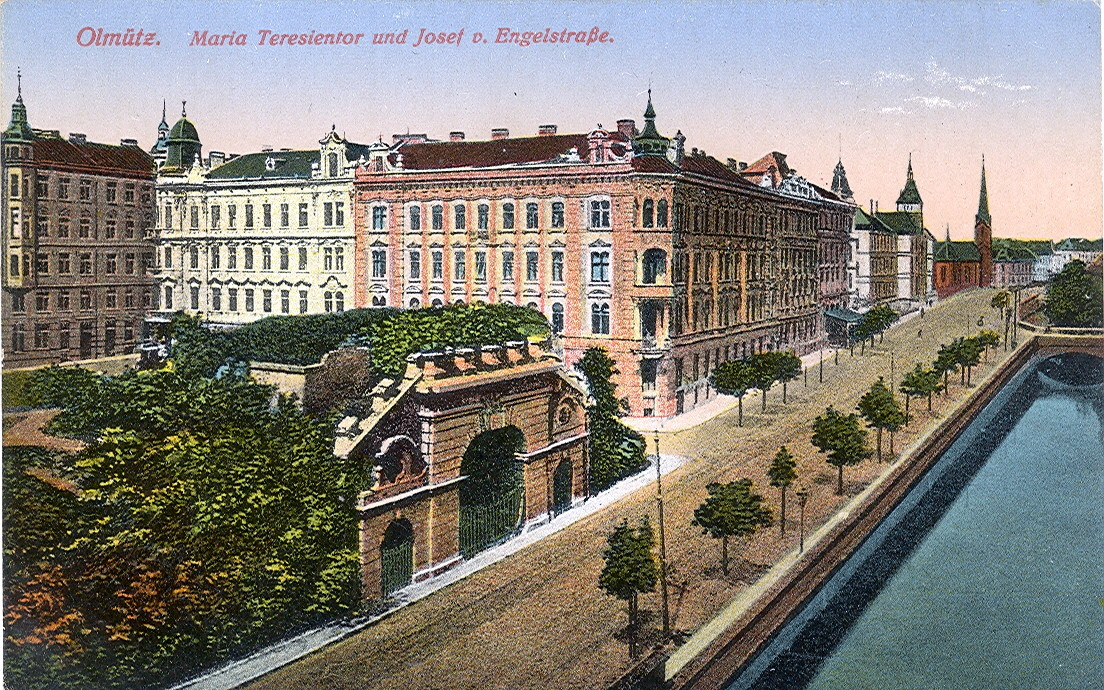
De poort in 1914

De barokke bakstenen poort is in de jaren '50 van de 18e eeuw gebouwd op basis van een ontwerp van Pierre Bechade de Rochepin. De poort is vernoemd naar Maria Theresia van Oostenrijk toen zij de stad in 1754 bezocht. De poort verloor in 1883, met de ontmanteling van de vestingwerken, haar oorspronkelijke functie. Voor het behoud van de poort heeft zich onder andere urbanist Camillo Sitte ingezet en in 1898 is de Theresiapoort gereconstrueerd. In 1943 is een doorgang door de poort gebouwd haaks op de richting van de oorspronkelijke doorgangen. De Theresiapoort is sinds 1958 als culturueel monument beschermd als onderdeel van een verzameling stukken stadsmuur en delen van de vestingwerken met onder andere de Vodní kasematy a Passingerův mlýn en Litovelská bránka. In 2009 is de poort gereconstrueerd. De stad heeft in 2016 besloten om een houten valbrug en gracht bij de poort te bouwen.

## Beschrijving
De poort is gebouwd in de stijl van de antieke triomfbogen. De bakstenen poort heeft een façade van zandsteen en een met gras begroeid dak. Oorspronkelijk had de poort drie doorgangen: in het midden de hoofddoorgang voor wagens en twee kleinere doorgangen voor voetgangers en de militaire wacht.